# Parol' ne nužen
Parol' ne nužen (Пароль не нужен) è un film del 1967 diretto da Boris Alekseevič Grigor'ev.